# Scutosaurus
Scutosaurus (gr. "reptil escudo") es un género extinto de saurópsidos pararreptiles que vivió hace alrededor de 259,1 a 251,9 millones de años en Rusia, a finales del periodo Pérmico. El nombre del género se refiere a las grandes placas óseas de armadura que estaban esparcidas en su cuerpo. Era un gran reptil anápsido que a diferencia de muchos reptiles, mantenía sus patas debajo de su cuerpo a fin de soportar su gran peso. Sus fósiles se han encontrado en la zona de Sokolki de la Formación Malokinelskaya en la Rusia europea, cerca de los Montes Urales.

## Historia del descubrimiento

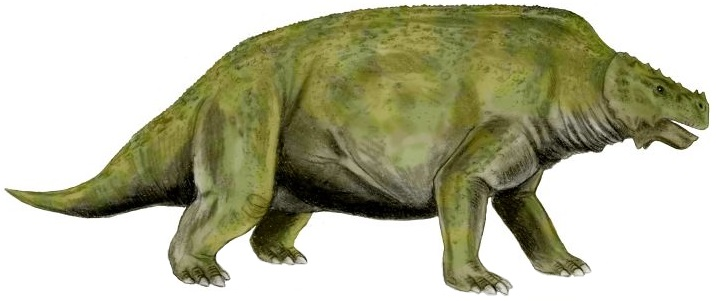
Recreación artística.

Los primeros restos fósiles fueron descubiertos por el paleontólogo ruso Vladimir Prokhorovich Amalitskii mientras documentaba especies animales y vegetales en sedimentos del Pérmico Superior en el río Dvina Septentrional, en el óblast de Arcángel, en el norte de la Rusia europea. Amalitskii había encontrado el yacimiento en 1899, y él y su esposa Anne Amalitskii continuaron supervisando la excavación hasta 1914, recuperando numerosos esqueletos casi completos y articulados (en su posición natural) pertenecientes a un conjunto de diferentes animales. Las diagnosis oficiales de estos especímenes fueron pospuestas debido a la Primera Guerra Mundial. El primer nombre de lo que ahora es conocido comoScutosaurus karpinskii fue publicado en 1917 por el zoólogo británico David Meredith Seares Watson, quien etiquetó una reconstrucción de su escapulocoracoides basado en el espécimen mal preservado PIN 2005/1535, con el nombre de "Pariasaurus Karpinskyi, Amalitz" dando crédito a Amalitskii por la denominación. Amalitskii murió más tarde en ese año, y la diagnosis real del animal fue publicada póstumamente en 1922, con el nombre "Pareiosaurus" karpinskii, y se designó como espécimen holotipo el esqueleto casi completo PIN 2005/1532. Se hallaron además tres cráneos parciales, pero Amalitskii decidió separarlos en tres especies nuevas con los nombres de "P. elegans", "P. tuberculatus" y "P. horridus".
Tanto "Pariasaurus" como "Pareiosaurus" eran versiones erróneas del nombre del género sudafricano Pareiasaurus. En 1930, la paleontóloga de vertebrados soviética Aleksandra Paulinovna Anna Hartmann-Weinberg indicó que el material de pareiasáurido del Dvina Septentrional solo representaba a una especie, y que dicha especie era lo suficientemente diferente de otros Pareiasaurus para justificar situarla en un nuevo género. Aunque Amalitskii había usado un nombre diferente como "Pareiosaurus", esto fue un accidente, y ella declaró que "Pareiosaurus" es un sinónimo más moderno de Pareiasaurus, y acuñó el género Scutosaurus. Ella usó la escritura "karpinskyi" para el nombre de la especie, pero luego lo cambió a karpinskii en 1937. Al mismo tiempo, creó otro género y especie nuevos, "Proelginia permiana" basándose en el cráneo parcial PIN 156/2. En 1968, el paleontólogo ruso N. N. Kalandadze y colaboradores consideraron que "Proelginia" era un sinónimo de Scutosaurus. Debido a que los restos no están bien conservados, la validez de "Proelginia" no es clara. En 1987, el paleontólogo ruso Mikhail Feodosʹevich Ivakhnenko nombró a una nueva especie, "S. itilensis" con base en los fragmentos de cráneo catalogados como PIN 3919, y restableció la especie "S. tuberculatus", pero el biólogo australiano Michael S. Y. Lee consideró como injustificadas ambas acciones en 2000. En 2001, Lee solicitó a la Comisión Internacional de Nomenclatura Zoológica que anulara la grafía karpinskyi debido a que Watson claramente no trataba de que su trabajo fuera la descripción formal de la especie, y karpinskii era de uso más extendido, y que citara como autoridad del nombre a Amalitskii, 1922.
Scutosaurus es un fósil común en el yacimiento del Dvina Septentrional, y es conocido de al menos seis esqueletos relativamente completos, así como numerosos restos del cráneo y esqueleto aislados, y placas óseas (osteodermos). Es el pareiasáurido más completo conocido. Todos los especímenes de Scutosaurus datan de la época faunística rusa del Tatariense (Vyatskiense), la cual puede corresponderse aproximadamente con la época del Lopingiense del Pérmico Superior (hace 259–252 millones de años). En 1996, el paleontólogo ruso Valeriy K. Golubev describió las zonas faunísticas del yacimiento, y señaló que la zona de Scutosaurus se extendía de aproximadamente mediados del Wuchiapingiense a mediados del Changhsingiense, lo cual seguía a la zona de "Proelginia" que empezaba a principios del Wuchiapingiense.

## Características

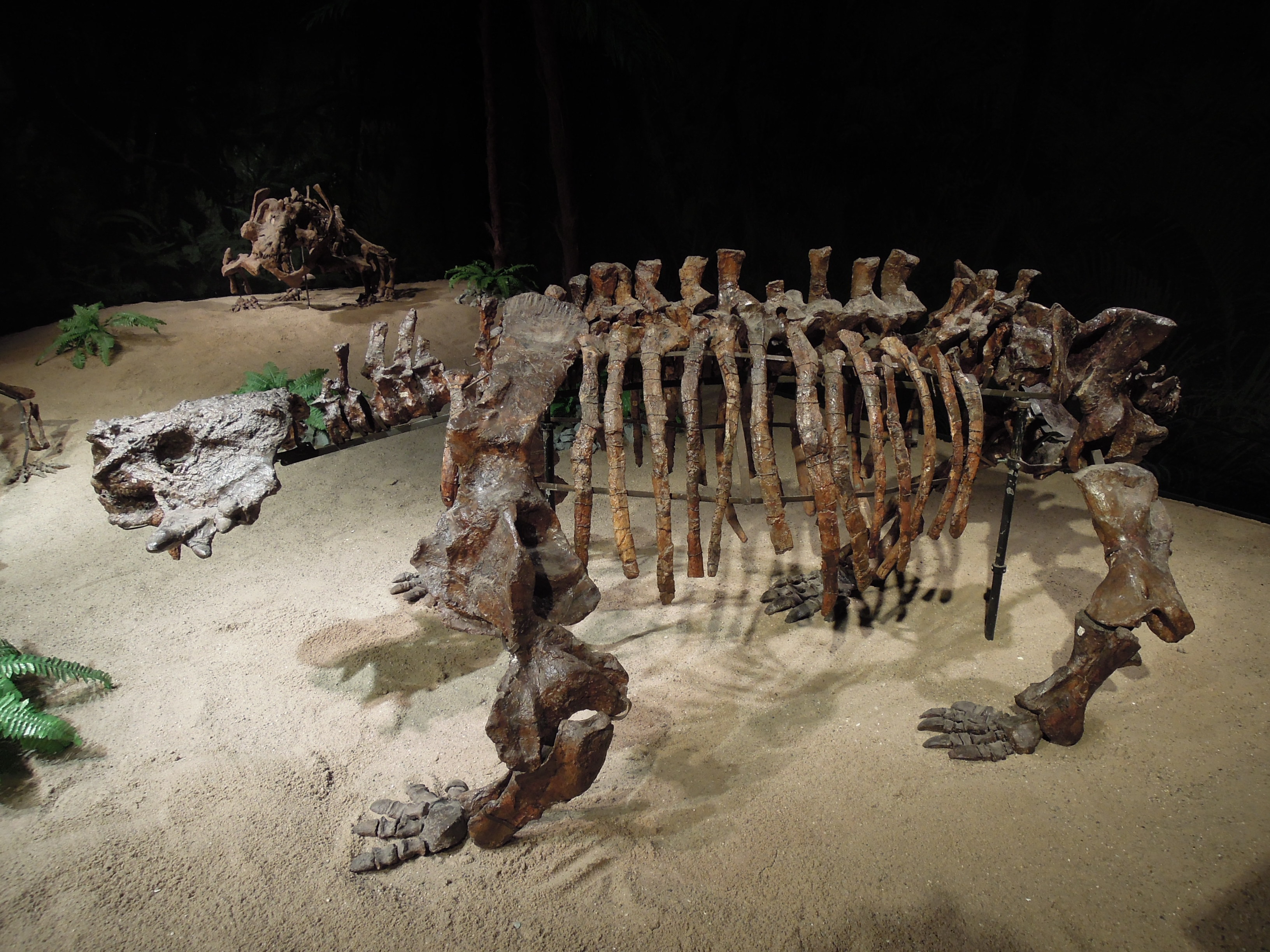
Scutosaurus en una postura extendida.

Los pareiasáuridos estuvieron entre los mayores reptiles durante el Pérmico. Scutosaurus es un pareiasáurido relativamente grande, midiendo entre 2.5–3 metros de longitud. El cuerpo entero habría estado cubierto de osteodermos irregulares, los cuales presentaban una protuberancia central con una espina. Estos osteodermos parecen haber estado dispuestos separados entre sí en su mayor parte, pero pueden haber estado agrupados muy cercanamente sobre los hombros y la pelvis como ocurre en Elginia. Las extremidades presentaban pequeños rebordes cónicos. Los pareisáuridos presentaban un cuerpo corto y robusto, con una cola corta. Scutosaurus tenía 19 vértebras presacrales. Los pareiasáuridos, así como muchos otros tetrápodos herbívoros que eran comunes en el Pérmico, tenían cuerpos grandes, una caja torácica en forma de barril, y cinturas pectoral y pélvica abultadas, al igual que sus extremidades. El omóplato de los pareiasáuridos es grande y en forma de placa, levemente más expandido hacia el brazo, y orientado verticalmente. El acromion (que conecta con las grandes clavículas) es corto y romo, como el de las tortugas primitivas, y se sitúa en la parte inferior del omóplato. En los especímenes articulados en los cuales se ha preservado las posiciones de los huesos unidos, hay un pequeño espacio entre la clavícula y el omóplato. Los primeros pareisáuridos tenían un cleitro el cual corre a lo largo del omóplato, pero las formas tardías como Scutosaurus lo perdieron. Los dígitos en manos y pies son cortos. Las vértebras dorsales son cortas, altas y robustas, y apoyan costillas grandes y fuertemente curvadas. El amplio torso puede haberle conferido un sistema digestivo extendido.

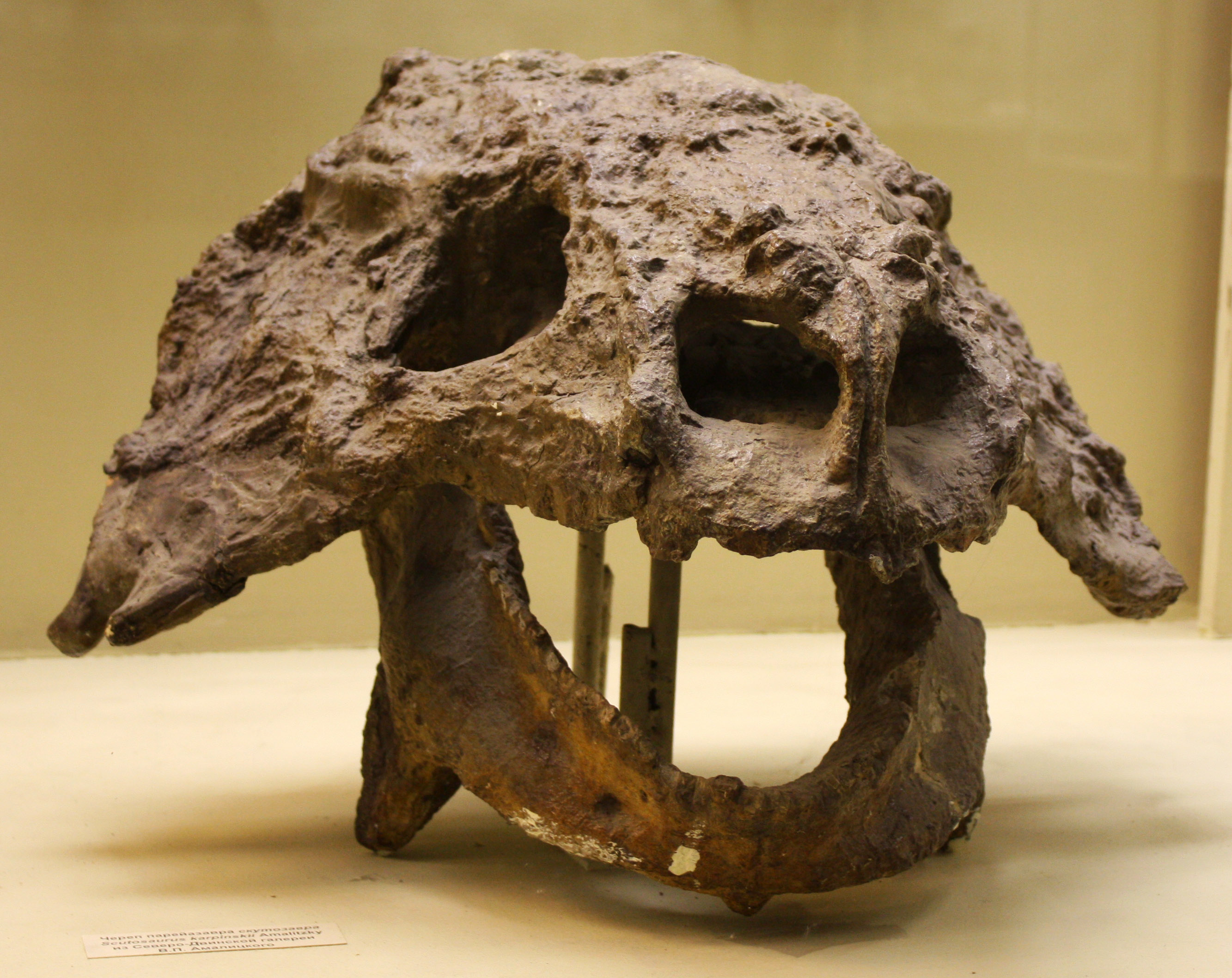
Cráneo de Scutosaurus.

Los huesos de la mejilla estaban proyectados a los lados y acababan en grandes prominencias óseas. Las prominencias del cráneo son generalmente mucho más notables que en otros pareiasáuridos. El maxilar posee un cuerno justo detrás de las narinas. Los dos agujeros en la parte posterior del paladar (las cavidades interpterigoidales) son grandes. Todos los pareiasáuridos tenían hocicos anchos que tenían una fila de dientes altos en forma de hoja densamente agrupados, los cuales eran heterodontos ya que variaban en su número de cúspides dependiendo del diente y de la especie. Scutosaurus tenía 18 dientes superiores, los cuales poseían de 9 a 11 cúspides, y 16 dientes inferiores, con 13–17 cúspides. Las puntas de los dientes superiores se proyectan un poco hacia afuera. La cara interna o lingual de los dientes inferiores tiene una cresta triangular, y algunos dientes en cada mandíbula podían tener un cíngulo en forma de cúspide. A diferencia de otros pareiasáuridos, Scutosaurus tenía un pequeño tubérculo (una proyección ósea) en el basicráneo entre los tubérculos basales.

## Paleobiología
Scutosaurus era un reptil con un cuerpo de constitución maciza, dotado de armadura ósea y varias espinas que decoraban su cráneo. A pesar de su relativamente pequeño tamaño, Scutosaurus era pesado, y sus cortas patas no podrían permitirle correr por largos periodos de tiempo, lo cual lo haría vulnerable al ataque de los grandes depredadores. A fin de defenderse Scutosaurus poseía un esqueleto grueso cubierto por poderosos músculos, especialmente en la región del cuello. Bajo la piel había filas de duras placas óseas que actuarían como una especie de armadura brigantina.
Siendo un herbívoro que habitó en zonas semiáridas, incluyendo desiertos, Scutosaurus habría vagado por amplias zonas a fin de encontrar follaje fresco para comer. Puede haber permanecido cerca de los bancos de los ríos y las planicies de inundación en donde la vida vegetal era más abundante, apartándose solo en las épocas de sequía. Sus dientes estaban aplanados y podían moler las hojas y ramitas antes de iniciar la larga digestión en sus grandes vientres. Scutosaurus ingeriría gastrolitos para digerir las plantas. Dada su necesidad de comer constantemente, Scutosaurus probablemente vivía solo o en grupos muy pequeños, de modo que evitaría despojar a grandes áreas de sus plantas comestibles.
Se ha considerado tradicionalmente que los pareiasáuridos eran terrestres, pero es difícil establecer su rango de movimientos debido a la carencia de análogos anatómicos modernos. En 1987, Ivakhnenko hizo la hipótesis de que eran acuáticos o anfibios debido a su cintura escapular alta y cercana al suelo, extremidades cortas pero gruesas, y el cartílago grueso en las articulaciones de sus patas, los cuales recuerdan a los dugones acuáticos. Los estudios posteriores incluyendo los análisis de isótopos estables y de pisadas de varios restos de procedencia africana y euroasiática han reportado resultados consistentes con un estilo de vida terrestre. Los caseidos tenían una constitución física similar a la de los pareiasáuridos, y posiblemente mostraban los mismos hábitos locomotores. Ambos tenían huesos largos porosos y delgados lo cual coincide con los vertebrados buceadores modernos, pero el torso en general pesado habría impedido dicho comportamiento. Aun así, las criaturas graviportales similares tienen huesos mucho más espesos. En 2016, el zoólogo Markus Lambertz y colaboradores sugirieron, con base en los huesos delgados y cuello corto mal equipado para recolectar plantas a nivel del suelo, que los caseidos eran principalmente acuáticos y sólo regresaban a tierra durante breves intervalos. En general, la evidencia anatómica parece estar en conflicto directo con la evidencia isotópica; es posible que la anatomía ósea estuviera más relacionada en estos animales con su necesidad de sostener su gran peso corporal que a su forma de vida en sí.
Al igual que en otros pareiasáuridos, se ha mostrado que Scutosaurus experimentaba una fase de crecimiento inicial rápida, con intervalos cíclicos de crecimiento. Siguiendo a este posiblemente relativamente corto periodo juvenil, un individuo habría alcanzado el 75% de su tamaño máximo y continuaría creciendo a una tasa más lenta por varios años más. El cambio de una fase de crecimiento rápida a una lenta señala potencialmente el inicio de la madurez sexual.

## Paleoecología
Scutosaurus ha sido encontrado en la Formación Salarevskaya, la cual tiene una coloración uniformemente rojiza e incluye horizontes de paleosuelos, los cuales se depositan en áreas cíclicamente secas y de aguas poco profundas. Los horizontes de paleosuelos son sumamente variables en forma y tamaño a través de la formación, lo cual puede significar que provienen de diferentes fuentes (poligénicos). Los paleosuelos desaparecen gradualmente en la parte superior de la formación en donde el grosor de los lechos se vuelve mucho más discontinuo así como irregular (de algunos milímetros a varios metros), y se presenta la aparición de motas azules que pueden representar la acumulación de óxidos de hierro reducidos. Estas capas están limitadas por una costra de carbonato, que varía de pequeños nódulos a un grosor de más de un metro. Los paleosuelos y costras presentan huecos dejados por raíces de plantas, pero estas están ausentes en las brechas de arcilla y limolitas y los lentes de arenisca. Se ha explicado tradicionalmente que esta formación es el resultado de varias inundaciones catastróficas que barrían planicies áridas o semiáridas durante las estaciones húmedas, presentando varios canales llenos temporalmente y salares de forma permanente.
Scutosaurus era un miembro de la fauna de pareiasaurios y gorgonopsios que data del Tatariense Superior, dominada por pareiasáuridos, anomodontes, gorgonopsios, terocefálos y cinodontes. A diferencia de las capas más antiguas, los dinocéfalos están completamente ausentes. Scutosaurus es identificado en la fauna de Sokolki, la cual incluye predominantemente a los tres primeros grupos. El único otro herbívoro aparte de Scutosaurus es Vivaxosaurus. Los carnívoros son en cambio mucho más comunes, siendo el más grande identificado de ellos Inostrancevia (I. latifrons e I. alexandri); los otros gorgonopsios son Pravoslavleria y Sauroctonus progressus. Otros carnívoros incluyen al terocéfalo Annatherapsidus petri y el cinodonte Dvinia; también se han identificado anfibios croniosúquidos y seymouriamorfos, incluyendo a Karpinskiosaurus, Kotlassia y Dvinosaurus. En cuanto a plantas, el área ha producido numerosos restos de musgos, lepidófitas, helechos y peltaspermáceas.